# Quiina rhytidopus
Quiina rhytidopus är en tvåhjärtbladig växtart som beskrevs av Louis René Tulasne. Quiina rhytidopus ingår i släktet Quiina och familjen Ochnaceae. Inga underarter finns listade i Catalogue of Life.